# Psalm 8

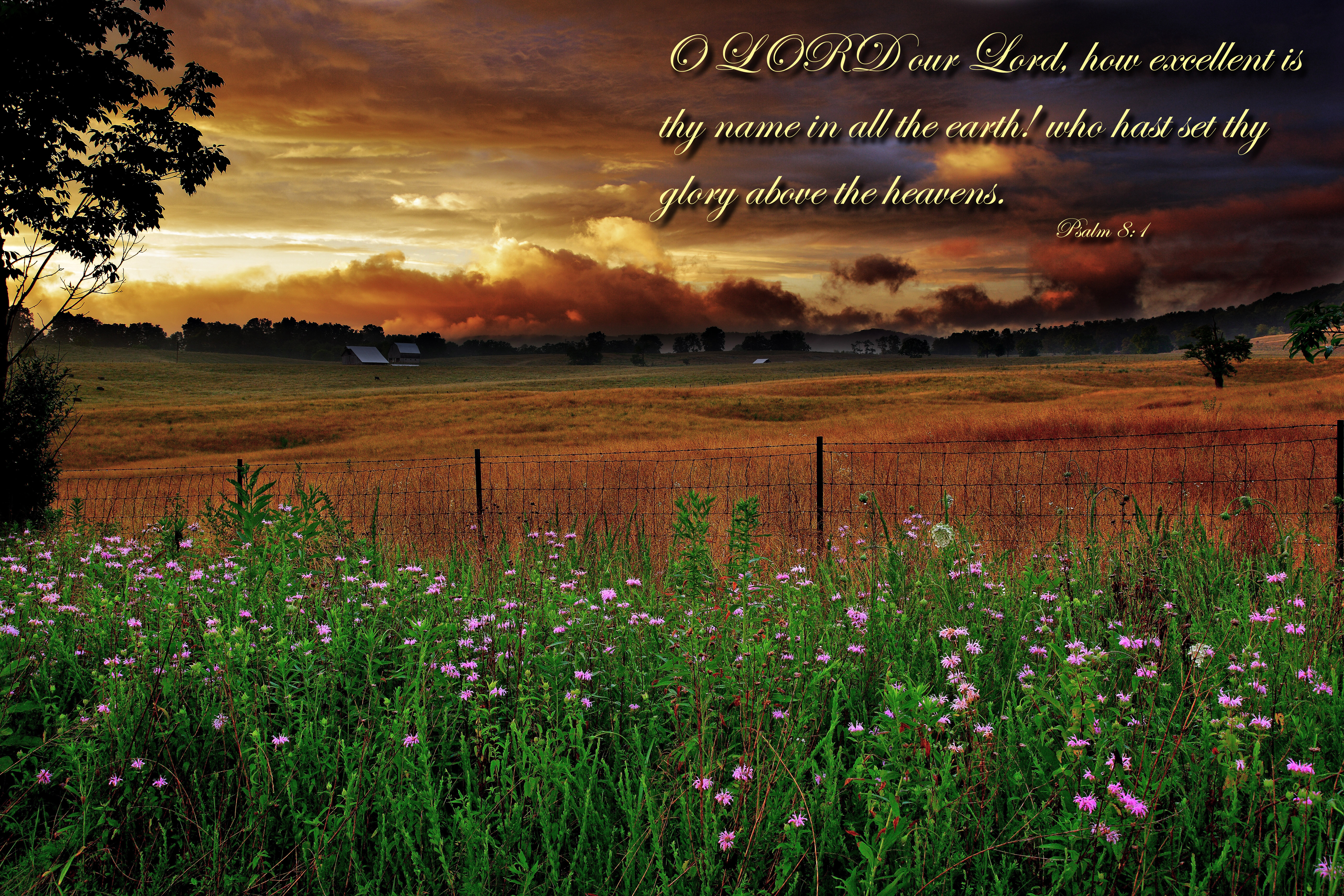
Beispiel für die Wirkungsgeschichte von Psalm 8: Vers 1 auf ein Landschaftsbild montiert

Der 8. Psalm ist ein Psalm Davids und in die Reihe der Hymnen einzuordnen.

## Gliederung
Der Alttestamentler Nicolaas Herman Ridderbos gliedert den Psalm folgendermaßen:
- Vers 2–4: Besingen der Herrlichkeit Gottes.
- Vers 5–10: Gott lässt den nichtigen Menschen über die Werke seiner Hand herrschen.

## Auslegung
Der Psalm spielte für das Urchristentum eine wichtige Rolle ein, da er zur Interpretation des Christusgeschehens herangezogen wurde.
Der Hebräerbrief (Hebr 2,6–8 ) nimmt Bezug auf die Verse 5f. Der sechste Vers des Psalms redet von Elohim (אלהים), denen der Mensch nicht ganz unähnlich sei. Es ist nicht ganz klar, ob Elohim (wörtlich „die Mächtigen“) hier wie sonst oft in der Bibel (wo es trotz der Pluralform ein Verb im Singular nach sich zieht) „die Gottheit“ bedeutet und mit JHWH identisch ist, oder ob es hier als von JHWH selbst getrennt zu sehen ist – als Engel (so die LXX) oder als himmlischer Hofstaat. Die Alternative wäre, dass es sich schlicht einen Hinweis auf die Unüberbietbarkeit der Hoheitsposition, die dem Menschen durch JHWH verliehen wurde, handelt. Gleich wie in Gen 1,27  folgt nach der Bestimmung des Menschen als Ebenbild ein Hinweis auf die daraus resultierende Macht (vgl. Vers 7).
Vers 3 wird nach Mt 21,16  von Jesus zitiert, als Kinder im Tempel ihn preisen.

## Vertonungen
- Heinrich Schütz, Psalm 8: Herr, unser Herrscher SWV449